# Жердер, Эдуард Борисович
Эдуард Борисович Же́рдер (2 июля 1938, Энгельс — 3 апреля 2006, Екатеринбург) — советский и российский артист оперетты. Народный артист РСФСР (1978). Отец Жанны Жердер.

## Биография
Родился 2 июля 1938 года в городе Энгельс (ныне Саратовской области). В 1955 году после окончания средней школы был принят в Оренбургский театр музыкальной комедии в качестве артиста балета, в 1958 году был переведён в актёрский состав этого же театра. Окончил хореографическую студию при театре (педагог — Воинова Г. А.). В 1960 году был солистом Новосибирского театра музыкальной комедии.
В 1964—1966 артист Музыкального драмтеатра в городе Свердловск-44, Свердловской области. С 12 апреля 1966 года — артист Свердловского Академического театра музыкальной комедии.
В 1973 году присвоено почётное звание заслуженный артист РСФСР, а в 1978 году — звание народный артист РСФСР. За время работы в театре он сыграл более 100 ролей, в том числе в спектаклях «Принцесса цирка», «Девичий переполох», «Княгиня чардаша», «Парк советского периода», «Графиня Марица».
В 1991 году сыграл полицейского в телефильме "Волшебная ночь с полицейским" (Центральное Телевидение, режиссер М.Ларин)
Амплуа: характерный герой, простак, комик-буфф. Голос — лирический баритон.
Лауреат премии имени А. Г. Маренича (1992).
В рамках регулярно проходящего (раз в два года) в Екатеринбурге Международного конкурса молодых артистов оперетты и мюзикла им. нар. арт. СССР В. Курочкина «Фонд Герарда Васильева по сохранению и развитию жанра оперетты» вручает специальный приз имени Эдуарда Жердера лучшему актёру каскадного амплуа.
«Эдуард Жердер — замечательный, неповторимый комик, представитель той легендарной плеяды актеров (Ярон, Володин, Маренич, Матковский, Водяной), которая весь XX век делала славу отечественной музыкальной комедии» (В. Кичин).

## Признание и награды
- заслуженный артист РСФСР (1973)
- народный артист РСФСР (1978)
- премия имени А. Г. Маренича (1992).
- Благодарность Министра культуры Российской Федерации (14 октября 2003 года) — за большой вклад в развитие театрального искусства и в связи с 70-летием со дня основания театра[2]